# دافيد نواك
دافيد نواك (بالبولندية: Dawid Nowak)‏ (30 نوفمبر 1984 في بولندا - ) هو لاعب كرة قدم بولندي في مركز الهجوم. شارك مع منتخب بولندا لكرة القدم. أما مع النوادي، فقد لعب مع نادي كراكوفيا وElana Toruń ‏ وGKS Bełchatów ‏ وUKS SMS Łódź ‏ وZdrój Ciechocinek ‏.

## وصلات خارجية
- دافيد نواك على موقع الاتحاد الدولي (مؤرشف)  (الإنجليزية)
- دافيد نواك على موقع قاعدة بيانات كرة القدم.إي يو (الإنجليزية)
- دافيد نواك على موقع ناشيونال فوتبول تيمز (الإنجليزية)
- دافيد نواك على موقع Soccerway.com (الإنجليزية)